# NGC 7043
NGC 7043 هي مجرة حلزونية المحظورة تبعد حوالي 200 مليون سنة ضوئية تقع في كوكبة الفرس الأعظم (كوكبة). وهو جزء من زوج من المجرات التي تحتوي على مجرة NGC 7042. يبلغ قطرها 73,100 سنة ضوئية تم اكتشافه 043 من قبل عالم الفلك ألبرت مارث في 18 أغسطس 1863.

## وصلات خارجية
- NGC 7043 على موقع ويكي سكاي: DSS2, SDSS, GALEX, IRAS, Hydrogen α, X-Ray, Astrophoto, Sky Map, Articles and images